# Malo kingi
Malo kingi Gershwin, 2007 è una cubomedusa della famiglia Carukiidae.

## Descrizione
Si tratta di una cubozoa di dimensioni ridotte: la campana misura 25-31 mm, con tentacoli poco lunghi. Il colore della campana cubica è trasparente, mentre i tentacoli sono biancastri o leggermente rosati. Alla base della campana sono presenti quattro pedalia dritti ed appiattiti, lunghi circa metà della campana e dai quali i tentacoli nascono; sono percorsi internamente da canali dalla sezione quadrata.
La M. kingi ha sei occhi per ropalio, come le altre Malo ed uno statolite. Le corna delle nicchie dei ropali sono corte, spesse e leggermente incurvate verso l'interno,
Internamente, alla fine di un breve manubrio, si trova lo stomaco a forma di sacco, con alla base un tessuto rugoso e mesentere ben sviluppato. Sono assenti però le facelle ed i cirri gastrici.
L'olotipo, G 317361, è conservato al Queensland Museum di Brisbane.

## Distribuzione e habitat
La M. kingi vive lungo le coste del Queensland australiano.

## Pericolosità
È una delle specie di medusa comunemente note come Irukandji. Si sospetta che anche altre specie di Cubozoa possano causare la Sindrome di Irukandji, ma si hanno dei riscontri scientifici di ciò soltanto per quanto riguarda otto specie di medusa (Carukia barnesi, Malo kingi, Alatina mordens, Carybdea alata, Malo maxima, Carybdea xaymacana, l'ancora non meglio identificata fire jelly ed un'ultima ancora senza nome).
M. kingi prende il nome da un turista statunitense morto a causa di una sua puntura, Robert King. Questa medusa ha raggiunto nel 2008 l'ottavo posto nella speciale classifica dell'International Institute for Species Exploration per le nuove specie scoperte.

## Tassonomia
È stato suggerito che la M. Kingi costituisca la stessa specie della M. maxima, con le differenze fra le specie ascrivibili a variazioni da individuo ad individuo (come la differenza nel numero e la distribuzione dei nematocisti sui pedalia o la forma dei canali del velarium). Le diverse dimensioni fra le specie, che costituisce comunque il carattere di maggiore differenziazione, rientra nelle variazioni ammissibili fra individui adulti, ma è stato anche suggerito che la  M. Kingi  sia uno stadio giovanile della M. maxima ; ma la sinonimia non è allo stato attuale, accettata.